# Munō na Nana
Munō na Nana (無能なナナ? lett. "Nana l'incapace") è un manga scritto da Looseboy e disegnato da Iori Furuya. La serie è pubblicata sulla rivista Monthly Shōnen Gangan di Square Enix dal 12 maggio 2016. Un adattamento anime prodotto da Bridge è stato trasmesso dal 4 ottobre al 27 dicembre 2020.

## Trama
Nel prossimo futuro, i ragazzi dotati di poteri soprannaturali chiamati "Talenti" iniziano a emergere; per prepararli alla prossima battaglia contro i "Nemici dell'Umanità", vengono mandati in una scuola situata in un'isola lontana. Un giorno, una nuova studentessa di nome Nana Hiiragi arriva a scuola e presto si avvicina agli altri studenti. In realtà, Nana è un'assassina del governo che non possiede alcun talento ed è stata inviata per uccidere gli studenti, che il governo ritiene essere i veri nemici dell'umanità.

## Personaggi

In primo piano Nana. In secondo piano: Kyoya (a sinistra), Michiru (al centro) e Jin (a destra). Sullo sfondo Seiya (a sinistra) e Moguo (a destra)

Nana Hiiragi (柊 ナナ?, Hiiragi Nana)
Doppiata da: Rumi Ōkubo
Nana è la vera protagonista della serie. È una delle ultime studentesse ad arrivare sull'isola. Sostiene di avere il talento della lettura del pensiero e possiede una personalità molto affabile ed estroversa che le permette di stringere facilmente amicizia con il prossimo. In realtà è un'assassina senza talento inviata dal governo per eliminare silenziosamente tutti i suoi compagni di classe. Nana in realtà è incredibilmente abile, intelligente e meticolosa, e utilizza la logica deduttiva e le tecniche di ingegneria sociale per mantenere la sua facciata ed eludere i sospetti.
Nanao Nakajima (中島 ナナオ?, Nakajima Nanao)
Doppiato da: Hiro Shimono, Mai Nakahara (da bambino)
Nanao è il falso protagonista della serie. Un ragazzo timido, proveniente da una famiglia benestante, che soffre a causa delle pressioni del padre a diventare un leader ovunque vada. All'inizio viene visto come uno studente senza talento e come il protagonista iniziale della storia, ma in seguito che il suo talento è la capacità di annullare gli effetti degli altri talenti toccandoli.
Kyoya Onodera (小野寺 キョウヤ?, Onodera Kyōya)
Doppiato da: Yūichi Nakamura
Un misterioso studente trasferito, arrivato a scuola nello stesso periodo di Nana, con il talento dell'immortalità. Sebbene abbia un atteggiamento prepotente e preferisca stare per conto suo, desidera fare amicizia ed è un po' un otaku. Come Nana, è estremamente attento ai dettagli e veloce nel comprendere cosa si cela dietro le cose. Inizia a sospettare il suo coinvolgimento nella morte degli studenti e a indagare sulla verità che si cela dietro i Nemici dell'Umanità dopo che sua sorella minore è arriva sulla stessa isola ed è scomparsa cinque anni prima.
Michiru Inukai (犬飼 ミチル?, Inukai Michiru)
Doppiata da: Mai Nakahara
Una ragazza gentile che Nana ritiene spesso simile a un cane. Ha il talento di guarire gli altri leccando le loro ferite, ma non può curare le malattie e i veleni e lo svantaggio del suo talento è che accorcia rapidamente la sua durata di vita. La sua natura ingenua la porta a fidarsi ciecamente di Nana.
Yohei Shibusawa (渋沢 ヨウヘイ?, Shibusawa Yōhei)
Doppiato da: Toshiki Masuda
Uno studente arrogante e perfezionista che tiene molto alla correttezza e sogna di usare il suo talento per cambiare la storia. Può viaggiare fino a 24 ore nel passato da un determinato punto, anche se lo svantaggio è che può farlo solo se non viene percepito da altri, a quel punto si teletrasporta di nuovo nel presente. Inoltre, più lungo è il salto indietro nel tempo che compie, più energia consuma.
Moguo Iijima (飯島 モグオ?, Iijima Moguo)
Doppiato da: Takuya Nakashima
Il bullo della classe con il talento della pirocinesi. Nonostante sia chiassoso, aggressivo ed egocentrico, si preoccupa dei suoi scagnozzi e dei suoi compagni di classe.
Scagnozzo di Moguo A (子分 A?, Kobun A)
Doppiato da: Yūki Inoue
Uno studente che è uno degli scagnozzi di Moguo.
Scagnozzo di Moguo B (子分 B?, Kobun B)
Doppiato da: Takeo Ōtsuka
Uno studente che è uno degli scagnozzi di Moguo.
Rentaro Tsurumigawa (鶴見川 レンタロウ?, Tsurumigawa Rentarō)
Doppiato da: Yoshitaka Yamaya
Uno studente che è uno degli scagnozzi di Moguo. Ha il talento di avere esperienze extracorporee, con il suo spirito che può liberamente separarsi dal corpo e interagire con gli oggetti, anche se questo lascia il suo corpo indifeso.
Seiya Kori (郡 セイヤ?, Kori Seiya)
Doppiato da: Hiromichi Tezuka
Uno studente sgargiante e civettuolo con il talento della criocinesi.
Kirara Habu (羽生 キララ?, Habu Kirara)
Doppiata da: Yukina Tsutsumi
Una gyaru che ama fare la prepotente con Michiru. È la migliore amica di Kaori e il suo talento le conferisce una saliva velenosa, anche se per mantenerla deve consumare regolarmente rane e serpenti.
Kaori Takanashi (高梨 カオリ?, Takanashi Kaori)
Doppiata da: Yurie Kozakai
Una gyaru che ama fare la prepotente con Michiru. È la migliore amica di Kirara e il suo talento le permette di teletrasportarsi entro una certa distanza.
Tsunekichi Hatadaira (葉多平 ツネキチ?, Hatadaira Tsunekichi)
Doppiato da: Atsushi Tamaru
Uno studente tranquillo e perverso che può proiettare le sue visioni profetiche mentre dorme tramite una normale fotocamera istantanea.
Yūka Sasaki (佐々木 ユウカ?, Sasaki Yūka)
Doppiata da: Miyu Tomita
Una ragazza amichevole e maschiaccio che sostiene di avere il talento della superforza. Lei e Shinji sono amici d'infanzia inseparabili che sembrano frequentarsi.
Shinji Kazama (風間 シンジ?, Kazama Shinji)
Doppiato da: Aiko Ninomiya
Un ragazzo pallido e brusco che ha il talento della necromanzia. Lui e Yuka sono amici d'infanzia insperabili che sembrano frequentarsi.
Ryuji Ishii (石井 リュウジ?, Ishii Ryūji)
Doppiato da: Tomohiro Ono
Studente bonario e popolare, fidanzato di Fuko.
Fuko Sorano (空野 フウコ?, Sorano Fūko)
Doppiata da: Yuna Kamakura
Una ragazza mite che è la fidanzata di Ryuji. Ha il talento di manipolare le correnti d'aria e di controllarne la pressione, anche usando il vento come lame affilate, ma può farlo solo in un'aria ben ventilata.
Insegnante di classe (担任教師?, Tannin Kyōshi)
Doppiato da: Atsushi Kousaka
È l'insegnante di classe degli studenti. Nonostante sia un insegnante, è praticamente all'oscuro delle azioni del governo.
Jin Tachibana (橘 ジン?, Tachibana Jin)
Doppiato da: Kōji Yusa
Un potente talento che è un ex studente dell'isola. Il suo talento gli permette di trasformarsi in qualsiasi creature vivente e di utilizzarne i talenti, a patto che la sua trasformazione non venga vista da altre persone.

## Media

### Manga
Il manga Munō na Nana è scritto da Looseboy e disegnato da Iori Furuya, La pubblicazione è iniziata il 16 maggio 2016 sulle pagine della rivista Monthly Shōnen Gangan di Square Enix. I capitoli vengono raccolti in volumi tankōbon a partire dal 22 febbraio 2017. Al 12 febbraio 2025 il numero totale ammonta a 13. In Nord America è pubblicato in formato digitale dal 2020 da Crunchyroll.
| Nº | Data di prima pubblicazione | Data di prima pubblicazione | Data di prima pubblicazione |
| Nº | Giapponese                  | Giapponese                  |                             |
| -- | --------------------------- | --------------------------- | --------------------------- |
| 1  | 22 febbraio 2017            | ISBN 978-4-7575-5153-4      |                             |
| 2  | 22 maggio 2017              | ISBN 978-4-7575-5345-3      |                             |
| 3  | 22 gennaio 2018             | ISBN 978-4-7575-5586-0      |                             |
| 4  | 22 ottobre 2018             | ISBN 978-4-7575-5873-1      |                             |
| 5  | 12 luglio 2019              | ISBN 978-4-7575-6193-9      |                             |
| 6  | 11 aprile 2020              | ISBN 978-4-7575-6588-3      |                             |
| 7  | 12 ottobre 2020             | ISBN 978-4-7575-6894-5      |                             |
| 8  | 11 giugno 2021              | ISBN 978-4-7575-7315-4      |                             |
| 9  | 12 febbraio 2022            | ISBN 978-4-7575-7738-1      |                             |
| 10 | 12 ottobre 2022             | ISBN 978-4-7575-8196-8      |                             |
| 11 | 12 luglio 2023              | ISBN 978-4-7575-8658-1      |                             |
| 12 | 12 aprile 2024              | ISBN 978-4-7575-9148-6      |                             |
| 13 | 12 febbraio 2025            | ISBN 978-4-7575-9670-2      |                             |

### Anime

Logo della serie

Il 7 aprile 2020, Square Enix annunciò l'arrivo di un adattamento anime della serie. La serie animata è realizzata dallo studio Bridge e diretta da Shinji Ishihira, con Fumihiko Shimo che si occupa della composizione della serie, Satohiko Sano al character design e Yasuharu Takanashi che compone la musica alla Nippon Columbia. La serie è stata presentata in anteprima il 4 ottobre 2020 su AT-X, Tokyo MX, Sun Television e TV Aichi. La prima stagione della serie avrà 13 episodi. La sigla di apertura, Broken Sky, è eseguita da Miyu Tomita, mentre la sigla finale, Bakemono to yobarete (バケモノと呼ばれて?), è eseguita da Chiai Fujikawa.
Funimation ha ottenuto i permessi per trasmettere l'anime in Nord America e nelle isole britanniche in streaming.

#### Episodi
| Nº | Titolo italiano (traduzione letterale) Giapponese 「Kanji」 - Rōmaji | In onda          | In onda |
| Nº | Titolo italiano (traduzione letterale) Giapponese 「Kanji」 - Rōmaji | Giapponese       |         |
| 1  | Senza talento 「無能力」 - Munōryoku | 4 ottobre 2020   |         |
| 1  | Lo studente senza talento Nanao Nakajima ha a che fare con i bulli della sua classe quando arrivano due nuovi studenti: un ragazzo terso di nome Kyoya Onodera e una ragazza allegra di nome Nana Hiiragi con il talento di leggere nel pensiero. Nana cerca di fare amicizia con Nanao e lo spinge persino a candidarsi come presidente di classe. Nana continua a seguire Nanao per tutto il campus, condividendo informazioni sul suo talento di lettura del pensiero. Il giorno dopo, Moguo Iijima e Seiya Kori si sfidano per il posto di presidente della classe; Seiya si aggiudica la vittoria, ma Moguo lancia una gigantesca palla di fuoco in preda alla rabbia. Nanao entra in azione per salvare Nana dalla palla di fuoco e rivela il suo talento: il potere di annullare il talento altrui. In seguito, dopo aver vinto il titolo di presidente di classe, Nana si offre di fargli provare il suo potere su di lei tenendole la mano. Quando lo fa, Nana lo getta dalla scogliera in cui si trovano. Mentre è appeso a una corda, Nana rivela a Nanao di essere in realtà una senza talento e di volerlo uccidere prima che porti gli altri talenti a diventare i veri Nemici dell'Umanità. Mentre Nanao perde la presa e cade, Nana riceve un SMS in cui afferma di aver salvato un milione di persone dalla morte di un futuro comandante nemico. |                  |         |
| 2  | Viaggiatore del tempo 「時間遡行」 - Jikan sokō | 11 ottobre 2020  |         |
| 2  | Un comitato governativo riflette sul fatto che i talenti stanno sconvolgendo il normale ordine della società umana. Il governo ha cercato di contrastare questa minaccia con unità di talenti sotto il comando dell'esercito, ma anche questi talenti si sono presto rivoltati contro i loro padroni. Gli umani senza talento riuscirono infine a ristabilire l'ordine, ma a caro prezzo. Nel presente, la classe si accorge della scomparsa di Nanao mentre Seiya congela un intero lago. Mentre Nana cerca di ottenere maggiori informazioni sul talento di Seiya, si imbatte in un altro compagno di classe, Yohei Shibusawa, che interrompe una lotta con Moguo usando il suo talento per viaggiare nel tempo. A pranzo, scopre di più sul talento di Yohei: può viaggiare indietro nel tempo solo fino a un certo punto. Improvvisamente, i due vengono interrotti da Kyoya, piuttosto sospettoso, mentre Nana cerca di evitare di farsi coinvolgere nei suoi discorsi. Più tardi, Nana fa in modo che Yohei dimostri i limiti del suo talento, e la sua sé del passato individua Yohei prima che compia l'assassino di Nanao. A tarda notte, Nana attira Yohei nel luogo in cui aveva affermato di aver visto Nanao essere divorato da un Nemico dell'Umanità. Viaggiando indietro nel tempo di circa 24 ore, Yohei finisce intrappolato nel fiume che Seiya aveva congelato quella mattina. |                  |         |
| 3  | Talento VS senza talento 「能力者VS. 無能力者」 - Nōryoku-sha Bāsasu munōryoku-sha | 18 ottobre 2020  |         |
| 3  | Kyoya indaga sulla scogliera dove Nanao è stato visto per l'ultima volta e si getta in mare per cercare informazioni. Nel frattempo, in classe, Nana, Moguo e Seiya stanno conversando quando arriva Kyoya completamente bagnato dopo le sue ricerche. Durante la pausa pranzo, Nana segue Kyoya nel capanno dei bidelli e scopre che nel tempo libero dà da mangiare a un gatto. In seguito, i due si incontrano nel corridoio e lui la invita nella sua stanza. Lì, le rivela di essere arrivato sull'isola perché la sorella minore è scomparsa e di aver trovato l'orologio di Nanao durante le sue indagini. La porta quindi sulla scogliera per avvertirla di ciò che sta accadendo. Quella sera, Nana ripensa alle cose che ha notato nella stanza di Kyoya e decide di organizzare una trappola. Il giorno dopo, mentre sono soli, Nana parla del gatto e più tardi, quando Kyoya tenta di dargli da mangiare, il capanno esplode. Nana rivela di averlo saturato di gas in base alla sua osservazione che Kyoya non può sentire gli odori. Quando Nana cerca di andarsene, Kyoya rivela di essere sopravvissuto grazie alla sua immortalità. |                  |         |
| 4  | Healing 「ヒーリング」 - Hīringu | 25 ottobre 2020  |         |
| 4  | In classe, Kyoya discute di ciò che gli è successo nel capanno dei bidelli. Nel frattempo, Kirara Habu e Kaori Takanashi annunciano alla classe che Michiru Inukai ha ricevuto una lettera d'amore. Michiru nota poi un graffio sulla gamba di Nana e usa il suo talento per guarirla. Dopo la scuola, Michiru sta aspettando fuori il suo ammiratore segreto quando Nana si presenta, rivelando che la lettera d'amore era uno scherzo di Kirara e Kaori. Alla sera, Nana tenta di uscire dal dormitorio quando si accorge che Kyoya sta sorvegliando la sua porta, così esce di soppiatto dalla finestra e si dirige nella stanza di Michiru, dove si pugnala per dissipare i sospetti di Kyoya. Il giorno dopo, Nana si inventa di essere stata aggredita e per tale motivo viene nominata leader della classe. Più tardi, Nana chiede a Michiru di raccogliere informazioni sui talenti di ognuno, quindi quando si reca al dormitorio, viene avvicinata da Tsunekichi Hatadaira, che le rivela di poter vedere il futuro. Poi mostra a Nana una foto di lei che lo attacca; i due si recano nella mensa e Nana scopre che Tsunekichi ha davvero la capacità di vedere il futuro. |                  |         |
| 5  | Talento VS senza talento Part 2 「能力者VS. 無能力者 PART2」 - Nōryoku-sha Bāsasu munōryoku-sha Pāto Tsū | 1º novembre 2020 |         |
| 5  | Tsunekichi decide di ricattare Nana utilizzando le foto che ha scattato per farle fare ciò che desidera. Quando si addormenta, Nana scopre che il ragazzo ottiene le sue visioni profetiche attraverso una normale macchina fotografica istantanea. Il mattino seguente, Tsunekichi confisca una delle foto che Nana ha tentato di nascondergli, quindi mentre si sta facendo la doccia, Nana manomette il suo orologio cambiando l'orario. Alla sera, nel capannone di educazione fisica, Nana cerca di uccidere Tsunekichi, ma senza successo. Proprio mentre lui sta per aggredirla, Nana rivela di averlo avvelenato e che la foto che lui aveva sequestrato era stata scattata da lei. Una volta che Tsunekichi soccombe al veleno, la vera visione profetica si verifica quando Kyoya e Michiuru arrivano sulla scena. Kyoya spiega che sono arrivati al capanno dopo aver controllato la stanza di Tsunekichi, quindi mostra la foto falsa in suo possesso e Nana ne approfitta per dire che alcune foto di Tsunekichi la ritraevano nuda e perciò non vuole che vengano mostrate. Nana va così a recuperare il resto delle foto, mentre Michiru rimane indietro con il corpo di Tsunekichi. Dopo un confronto con Kyoya, Nana si accorge che manca una delle foto, quindi torna al capanno e scopre che Michiru ha trovato la foto che incrimina Nana come assassina di Nanao. |                  |         |
| 6  | Negromante 「ネクロマンサー」 - Nekuromansā | 8 novembre 2020  |         |
| 6  | Dopo che Michiru ha consegnato a Nana la foto, questa convince Michiru che i poteri di chiaroveggenza di Tsunekichi non erano del tutto affidabili. In seguito, Michiru rivela di aver cercato di resuscitare Tsunekichi, ma invano. Al funerale di Tsunekich, Kyoya chiede che venga eseguita un'autopsia, ma Nana lo porta fuori per avere una conversazione con lui, quindi tornano indietro e assistono a Shin Kazama che usa la sua negromanzia per controllare brevemente Tsunekichi per ottenere delle informazioni sul suo omicida, ma ciò si rivela vano. Il giorno dopo, Nana si avvicina a Yuka Sasaki per parlare di Shinji e scopre che cinque anni prima Yuka aveva salvato Shinji con la sua superforza. In infermeria, Nana finge di essere stanza per poter uscire di nascosto e uccidere Shinji indisturbata. Dopo averlo avvelenato, Nana torna subito indietro quando si accorge che un gatto è bloccato in un tombino, quindi chiede aiuto a Kyoya, Michiru e Yuka, tuttavia questa dichiara di non poterli aiutare perché è allergica ai felini. Alla sera, Nana tenta di uccidere Yuka, ma viene fermata da Shinji, quindi Nana si rende conto che Yuka è in realtà la negromante. Dopo che Yuka rivela come è morto Shinji, Nana ammette che, pur essendo un'assassina, lascia che i morti riposino in pace. |                  |         |
| 7  | Negromante Part 2 「ネクロマンサー PART2」 - Nekuromansā Pāto Tsū | 15 novembre 2020 |         |
| 7  | Dopo aver preso in giro Yuka per la sua relazione con Shinji, Nana le propone di farsi liberare per rivelarle cosa pensa il suo ragazzo. Una volta libera, afferma che lui la vuole morta e si da alla fuga. Nana riflette riguardo ad alcuni dettagli che ha notato nella stanza di Yuka, quindi prosegue verso le montagne e si imbatte in alcuni zombie controllati da Yuka. Per sfuggirgli, si reca in un cottage abbandonato nelle vicinanze e scopre che Yuka non può usare il suo talento durante il giorno, perciò Yuka decide di chiudere Nana all'interno dell'edificio per tenerla prigioniera. Alla sera, Yuka torna al cottage ma non riesce a trovare Nana da nessuna parte. Il mattino seguente, Yuka si dirige al dormitorio con Shinji e si imbatte in Nana, che la obbliga a seguirla fino alla scogliera e qui le spiega come ha fatto a ingannarla. A questo punto, Nana chiede a Yuka della sua relazione con Shinji, e dopo aver ascoltato il suo racconto, Nana ne sottolinea le incongruenze. Questo porta Yuka a rivelare di aver causato la morte di Shinji perché era gelosa del fatto che lui uscisse con un'altra ragazza, dopodiché Nana la uccide. |                  |         |
| 8  | Talento VS senza talento Part 3 「能力者VS. 無能力者 PART3」 - Nōryoku-sha Bāsasu munōryoku-sha Pāto Surī | 22 novembre 2020 |         |
| 8  | Dopo essersi liberata del corpo di Yuka, Nana si imbatte in Kirara, che le spiega di aver litigato con la sua amica Kaori. Nana avvelena Kirara e la costringe a farsi dire la password del suo telefono. In seguito, si dirige nella stanza di Kaori per manomettere le sue lenti a contatto e quando si reca in corridoio dice a Kyoya che Yuka è morta. Quando Nana, Kyoya, Michiru, Seiya e Moguo arrivano alla scogliera, Nana afferma che Yuka si è suicidata dopo essere riuscita a comunicare con lei. Dopo aver convinto Moguo a bruciare diversi cadaveri presenti nelle vicinanze, compresi quelli di Shinji e Kirara, Kyoya si insospettisce di Nana finché non scoprono il corpo senza vita di Kaori al dormitorio, quindi Kyoya si accorge che Kaori è sta avvelenata attraverso le sue lenti a contatto. Più tardi, quando Nana, Kyoya e Michiru tornano nella stanza di Kaori, Nana si rende conto di aver commesso alcuni errori e di non essersi comportata in modo naturale in alcuni precisi momenti. Quando Michiru controlla il telefono di Kaori, Kyoya si convince che l'assassino sia Nana, quindi attende l'arrivo di alcuni loro compagni di classe per spiegare loro come Nana ha ucciso Kaori. Alla fine Kyoya decide di controllare se Nana ha ancora il telefono di Kirara in tasca. |                  |         |
| 9  | La sopravvivenza del più forte 「適者生存」 - Tekisha seizon | 29 novembre 2020 |         |
| 9  | Durante la sua ricerca, Kyoya scopre che Nana non ha il telefono di Kirara e lei riflette su come è riuscita a disfarsene e a crearsi un alibi, dopodiché afferma di poter sentire lo spirito di Kirara. Mentre si trova fuori da scuola, Michiru coglie alla sprovvista Nana nel tentativo di minacciarla, ma le due si fermano dopo l'arrivo di alcune ragazze che stavano cercando Michiru. Il giorno dopo, Michiru tormenta Nana finché non accetta il suo regalo, quindi Nana convince la classe di aver letto la loro mente quando indica correttamente cosa dice un biglietto attaccato alla schiena di Michiru. Alla scogliera, un ex studente di nome Jin Tachibana affronta Nana, ammettendo di aver usato il suo talento per trasformarsi in Michiru. Portandola in una grotta, le rivela che si erano già incontrati quando lui aveva assunto le sembianze di un gatto che Kyoya nutriva. Rivela inoltre che cinque anni prima sull'isola era scoppiata una guerra civile tra studenti. In seguito, Nana sembra aver ucciso Jin avvelenando il suo caffè, ma proprio mentre sta per contattare il comitato, Nana si rende conto che Jin può copiare qualsiasi aspetto e talento. |                  |         |
| 10 | La lama invisibile 「見えざる刃」 - Miezaru yaiba | 6 dicembre 2020  |         |
| 10 | Nana si chiede perché Jin non abbia usato il suo talento per scoprire da solo l'identità della commissione, quindi cerca di fuggire, ma viene ferita da Jin quando si trasforma in Moguo. Prima di svenire, Nana spiega la sua situazione familiare: i suoi genitori sono stati uccisi e crede di avere un fratello maggiore. In seguito, Nana si risveglia nella stanza di Michiru, dove spiega a quest'ultima di sentirsi responsabile della morte dei suoi genitori. Al funerale di Shinji, Yuka e Kaori, Nana nota l'effetto negativo che il talento di Michiru ha su di lei. Più tardi, mentre Nana è nella sua stanza, arriva Jin per parlarle, ma poco dopo sopraggiunge anche Michiru e Jin si trasforma in un gatto per non rendere nota la sua identità. Nana racconta a Michiru della sua infanzia, spiegando di essere stata una tipica bambina che amava i giochi e i manga, fino alla notte in cui suoi genitori furono uccisi da un ladro, quando lei dimenticò di chiudere la finestra dopo essere uscita di nascosto durante la notte; dopo il racconto, Michiru cerca di consolarla. La mattina dopo, Kyoya dice a Nana di seguirlo e le mostra un altro cadavere, portando la ragazza a capire che c'è un altro assassino in circolazione. |                  |         |
| 11 | La lama invisibile Part 2 「見えざる刃 PART2」 - Miezaru yaiba Pāto Tsū | 13 dicembre 2020 |         |
| 11 | Kyoya rivela che la vittima era Ryuji Ishii, quindi inizia a interrogare i presenti. Moguo afferma che stava facendo un discorso motivazionale a tre ragazzi, quindi questi rivelano i rispettivi talenti. Più tardi, Fuko Sorano, la fidanzata di Ryuji, dimostra il suo talento di fendere l'aria a Kyoya. Poco dopo, uno degli insegnanti annuncia che le alte sfere sono al telefono e chiede a Kyoya di venire con lui per riferire degli ultimi eventi. Mentre Nana e Michiru indagano sulla scena del crimine, la prima che si accorge che l'altra ha qualcosa che non va. In seguito si recano in mensa, e Nana se ne va infastidita dopo che Michiru le chiede di andare a vivere con lei e i suoi genitori dopo il diploma. Dopo essere tornata nella sua stanza, Nana riceve la visita del professore che le consegna una nuova uniforme e lei si ricorda che non ha la boccetta di veleno che aveva usato precedentemente. Poco dopo arriva Kyoya e l'insegnante lo informa che sta per arrivare qualcuno di importante dalla sede centrale per tenere sotto controllo la situazione. A questo punto, Kyoya e Nana vanno ad interrogare Fuko, quindi quest'ultima chiede in privato a Nana di aiutarla a vendicare la morte di Ryuji. Nana si reca poi nella stanza di Michiru; approfittando del fatto che si sta facendo la doccia, legge il suo diario. Dopo una conversazione con Jin, Nana entra in bagno e trova Michiru svenuta nella vasca.                                                |                  |         |
| 12 | La lama invisibile Part 3 「見えざる刃 PART3」 - Miezaru yaiba Pāto Surī | 20 dicembre 2020 |         |
| 12 | Dopo averci riflettuto un po', Nana decide di salvare Michiru anziché approfittare della situazione, e si accorge che la ragazza ha la febbre alta. Nana va a chiedere consiglio al suo insegnante e questi le suggerisce di chiedere aiuto a Kyoya, che le da un farmaco per abbassare la febbre. Più tardi, Kyoya visita Michiru, quindi torna alle su indagini per cercare nuovi indizi utili al caso, dopodiché Fuko si reca da Nana per sapere delle condizioni di Michiru. Quando Michiru finalmente si sveglia, lei e Nana trascorrono felicemente del tempo insieme. Il giorno dopo, Jin ha una conversazione con l'assassino di Ryuji, che ha attaccato anche degli animali nella foresta, quindi si chiede chi sia il responsabile della manipolazione di Nana. Nel frattempo, Tsuruoka, il mentore di Nana, comunica al comitato che si sta recano sull'isola per controllare la situazione personalmente. Mentre Kyoya continua a indagare, Nana e Michiru giocano a shogi; durante la partita, Michiru rivela di essere stata vittima di bullismo a causa del suo talento, finché un giorno non ha guarito un cane. Per questo motivo, è diventata amica di Hitomi Hosokawa, la proprietaria del cane, tuttavia, mentre prestava soccorso in un ospedale, Michiru è svenuta. In questo frangente ha scoperto che la sua amica Hitomi aveva il cancro e poco tempo dopo è morta. Colpita emotivamente dal suo racconto, Nana se ne va e ha un conflitto interiore su cosa fare o meno con Michiru. |                  |         |
| 13 | Revival 「リバイバル」 - Ribaibaru | 27 dicembre 2020 |         |
| 13 | Nana e Michiru discutono dell'omicidio dei genitori di Nana e Michiru afferma che Nana non può essere responsabile in alcun modo. Le due si abbracciano e Nana festeggia mentalmente per aver finalmente trovato un'amica e il giorno dopo si scambiano dei regali. Alla sera, mentre Kyoya determina l'identità dell'assassino, Jin va visita a Nana e la informa che Michiru sta per diventare la prossima vittima del carnefice. Quando Nana esce dal dormitorio, riceve una telefonata da Tsuruoka che le chiede di fare rapporto. Più tardi, proprio mentre l'assassino sta per colpire, Nana salva in extremis Michiru facendosi pugnalare alla schiena al posto suo, quindi rivela che l'assassino è Rentaro Tsurumigawa, dotato del talento della proiezione astrale. Mentre Rentaro continua il suo assalto, Nana lo avvisa di avergli teso una trappola, quindi insulta Michiru per assicurarsi che fugga via. Quando Rentaro si chiede quale sia la trappola, Kyoya trova il suo vero corpo in un bagno e lo ferma. Mentre Nana giace a terra morente, Michiru torna indietro e usa il suo talento per salvarla; recuperate la forze, Nana sconvolta stringe il corpo di Michiru, piangendo per aver perso la sua unica e vera amica. |                  |         |